# Hydropsyche longifurca
Hydropsyche longifurca är en nattsländeart som beskrevs av Douglas E. Kimmins 1957. Hydropsyche longifurca ingår i släktet Hydropsyche och familjen ryssjenattsländor. Inga underarter finns listade i Catalogue of Life.